# 4067 Міхельсон
4067 Міхельсон (4067 Mikhelʹson) — астероїд головного поясу, відкритий 11 жовтня 1966 року.
Тіссеранів параметр щодо Юпітера — 3,368.